# Natasha Leggero

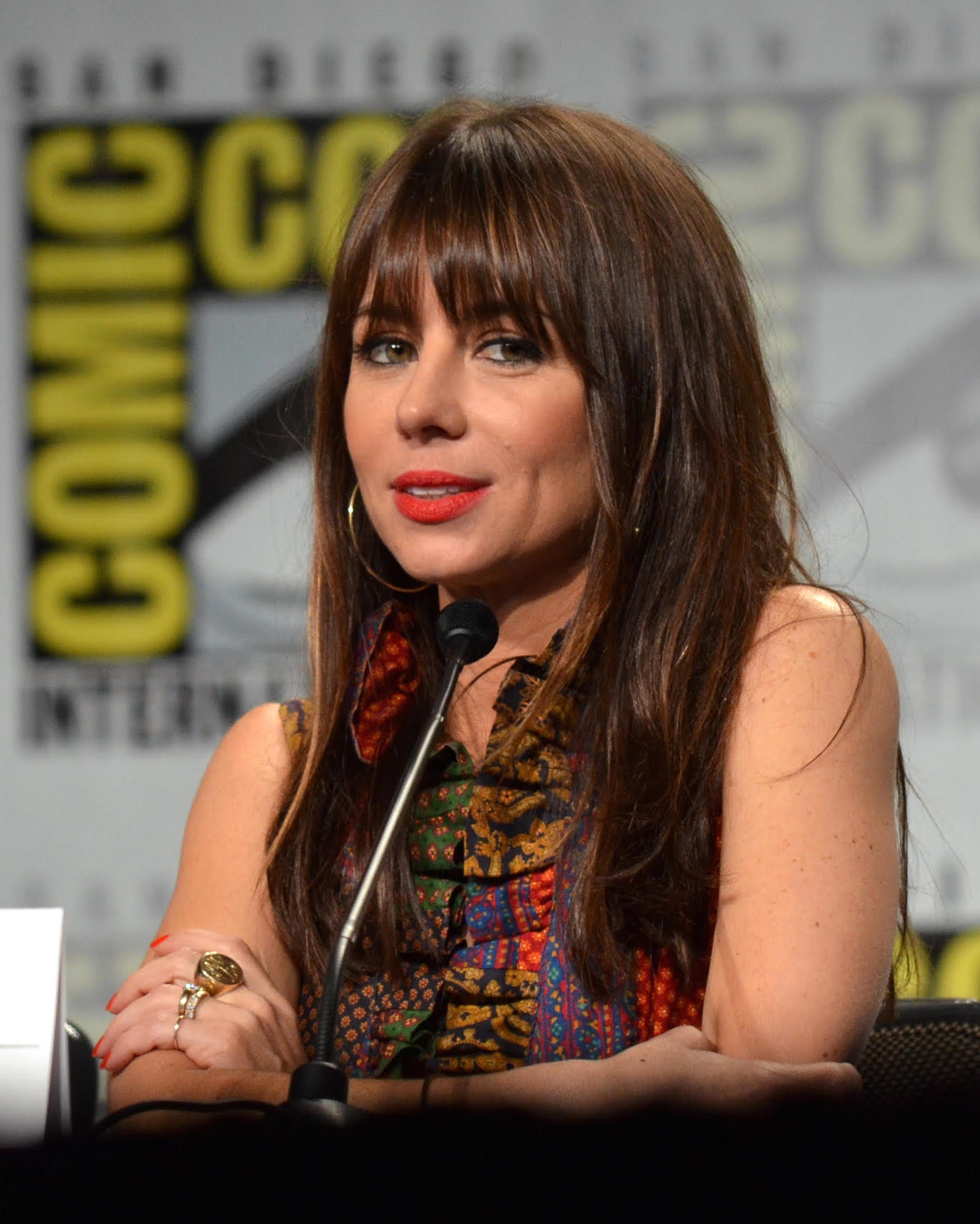
Natasha Leggero 2015

Natasha Leggero (* 26. März 1974 in Rockford, Illinois) ist eine US-amerikanische Komikerin und Schauspielerin.

## Karriere
Leggero verließ nach Abschluss der High School ihre Heimatstadt, um in New York City am Stella Adler Studio of Acting und am Hunter College zu studieren. Kurz nach Beendigung ihres Studiums zog sie nach Los Angeles. Seit 2009 ist sie regelmäßig Gast der Late-Night-Show Chelsea Lately. Daneben spielte sie seit der zweiten Episode in der NBC-Sitcom Are You There, Chelsea? die Rolle der Nikki. Sie ist die Originalstimme von Callie Maggotbone in der Animationsserie Ugly Americans, die in Deutschland auf Comedy Central und Viva ausgestrahlt wird.

## Filmografie (Auswahl)
- 2007: Exorcist Chronicles
- 2010: The Strip (Fernsehfilm)
- 2010: Alabama (Fernsehfilm)
- 2011: Your Pretty Face Is Going to Hell (Fernsehfilm)
- 2010–2011: Nick Swardson’s Pretend Time (Fernsehserie, 5 Episoden)
- 2010–2012: Ugly Americans (Fernsehserie, Stimme, 31 Episoden)
- 2011: Let’s Do This! (Fernsehfilm)
- 2011–2012: Free Agents (Fernsehserie, 8 Episoden)
- 2012: Are You There, Chelsea? (Fernsehserie, 6 Episoden)
- 2012–2013: Burning Love (Fernsehserie, 15 Episoden)
- 2013: Dealin’ with Idiots
- 2013–2015: Brickleberry (Fernsehserie, Stimme, 26 Episoden)
- 2013–2018: Another Period (33 Folgen)
- 2014: Bad Neighbors (Neighbors)
- 2014: Let’s be Cops – Die Party Bullen (Let’s be Cops)
- 2014: Suburgatory (Fernsehserie, 4 Episoden)
- 2015: Another Period (Fernsehserie, 33 Episoden)
- 2016: Dice (Fernsehserie, 6 Episoden)
- 2016–2018: BoJack Horseman (Fernsehserie, 2 Episoden, Stimme)
- 2018: Gans im Glück (Duck Duck Goose, Stimme)
- 2020: AJ and the Queen (Fernsehserie, 1 Episode)
- 2020: Broke (Fernsehserie, 13 Episoden)
- 2020: Hoops (Fernsehserie, 10 Episoden, Stimme)
- 2023: First Time Female Director
- 2023: Old Dads
- 2024: Nuked

## Musikvideos
- 2021: George Harrison – My Sweet Lord (Frau in der Bibliothek)[1]